# André Visdal Villa
André Visdal Villa (nacido el 27 de abril del 1982 en Lillehammer, Noruega), es un piloto de motocross estilo libre español-noruego.
Villa ha ganado varios eventos de Red Bull X-Fighters y la Federación Internacional de Motocross Estilo Libre, y participó de los X Games de Los Ángeles en 2008. Iba a participar también la edición de 2006, pero no pudo debido a un daño en la rodilla. El 8 de septiembre de 2008 se rompió las dos piernas en un accidente durante un concurso en Polonia.
Su entrenador personal es Errol Francis. Villa reside en Torrevieja, España, y Vågå, Noruega. Mide 1,87 metros y su peso es 84 kilos. Compite con una Yamaha YZ 250.
Villa es conocido en la escena internacional del motocross estilo libre por tener estilo y muchos trucos. Después de haber dejado su carrera en 2000 después de haber sufrido dos lesiones, se volvió semi-profesional en el esquí de estilo libre andes de regresar a la motocicleta en 2003 para dedicar su vida al FMX.